# Semaine d'aviation de Touraine
 (signalé en juillet 2025).
Si vous disposez d'ouvrages ou d'articles de référence ou si vous connaissez des sites web de qualité traitant du thème abordé ici, merci de compléter l'article en donnant les références utiles à sa vérifiabilité et en les liant à la section « Notes et références ».
- Archive Wikiwix
- Bing
- Cairn
- DuckDuckGo
- E. Universalis
- Gallica
- Google
- G. Books
- G. News
- G. Scholar
- Persée
- Qwant
- (zh) Baidu
- (ru) Yandex

La Semaine d'aviation de Touraine est un meeting aérien qui eut lieu à Tours du 30 avril au 5 mai 1910.

## Organisation
L'épreuve est organisée par le Comité d'aviation de Touraine présidé par Raoul du Saussay.

## Participants

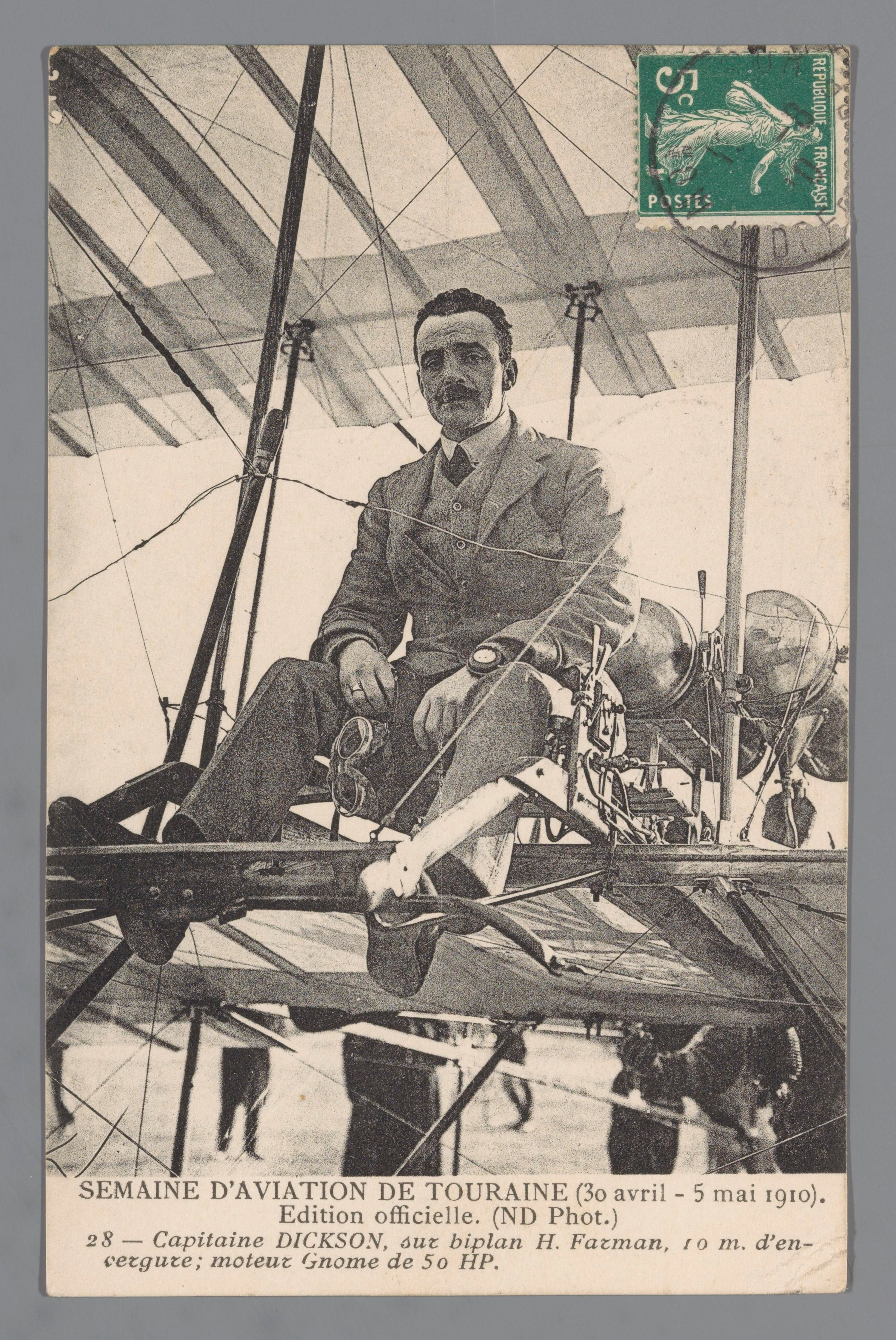
Bertram Dickson.

- Émile Allard sur Voisin
- Antelme sur Voisin
- Florentin Champel sur Voisin
- Édouard Chateau sur Zodiac
- Jorge ("Géo") Chávez sur Farman
- Bertram Dickson sur biplan Farman
- Arthur Duray sur Farman
- Gijs Küller sur Antoinette
- Raymonde de Laroche sur Voisin
- René Métrot sur Voisin
- Léon Molon sur Blériot